# Симфония (Вагнер)
Симфония до мажор WWW 29 — юношеское произведение немецкого композитора Рихарда Вагнера, одно из первых его значительных произведений. Написана летом 1832 года, впервые исполнена 25 декабря 1832 года в Лейпцигской консерватории. После первого исполнения симфония была принята публикой довольно благосклонно и прозвучала ещё раз в январе в Лейпциге и годом позже в Вюрцбурге, после чего была забыта; сам Вагнер впоследствии утверждал, что единственный остававшийся экземпляр он подарил Феликсу Мендельсону, а тот уничтожил ноты из зависти. Тем не менее, ноты в итоге нашлись, и спустя 50 лет после премьеры, в Рождество 1882 года, сочинённая Вагнером в юности музыка прозвучала вновь в Венеции, в концертном зале Венецианского музыкального лицея; дирижировал автор, на репетициях вместе с ним работал педагог лицея Рафаэле Фронтали.
В России впервые исполнена 26 марта 2010 года Академическим симфоническим оркестром Нижегородской государственной академической филармонии имени Мстислава Ростроповича под управлением художественного руководителя и главного дирижёра оркестра Александра Скульского.
По словам автора, симфония испытала влияние отчасти музыки Моцарта, а по большей части — Бетховена.

## Состав оркестра
Деревянные духовые
2 флейты
2 гобоя
2 кларнета (B, C)
2 фагота
Контрафагот
Медные духовые
4 валторны (C, E, F)
2 трубы (C, F)
3 тромбона
Ударные
литавры
Струнные
I и II скрипки
Альты
Виолончели
Контрабасы

## Структура
Симфония состоит из четырёх частей общей протяжённостью около 35 минут
1. Sostenuto e maestoso — Allegro con brio

1. Andante ma non troppo, un poco maestoso

1. Allegro assai

1. Allegro molto e vivace